# 外放特務組
，是一部英美合拍的政治驚悚劇情類影集。

## 改编情况
該劇改編自英國作家Mick Herron的《斯劳部门小說系列》，由Will Smith創作，並由蓋瑞·歐德曼、傑克·洛登、克莉絲汀·史考特·湯瑪斯等演員主演。
电视剧的第1季改编自《斯劳部门小說系列》的第1部——《慢马》，于2022年4月1日在在串流媒體Apple TV+上首播。
第2季改编自小说系列的第2部——《死狮》，于2022年12月2日首播。
第3季改编自小说《真正的老虎》，于2023年11月29日首播。
第4季改编自小说《幽灵街》,于2024年9月4日播出。
2024年1月，第5季被续订，改编自小说系列的第五本书《伦敦规则》。
2024年10月,第6季被续订，改编自小说系列的第六本和第七本书《乔的故乡》和《斯劳部门》。

## 劇情
斯劳部门并非真的位于斯劳，而是设在伦敦的伊斯灵顿。从外表看，它只是个不起眼的办公楼，但实际是英国安全局将失败者、能力差的人发配去的地方，英国安全局期望他们辞职或提前退休。办公室由杰克逊·兰姆（Jackson Lamb）管理，这位冷战老将不太喜欢那些被称作“慢马”的特工。
每位在斯劳部门工作的特工曾经犯过错或者是被认为能力不行。瑞弗·卡特莱特（River Cartwright）因一次评估中的失误导致伦敦国王十字车站被关闭，米恩·哈珀（Min Harper）因在火车上遗失机密文件被贬职，路易莎·盖伊（Louisa Guy）跟丢了重要嫌疑人，而罗迪·霍（Roddy Ho）因性格不讨人喜欢被调来此处。瑞弗·卡特莱特一心想重返现场工作，但兰姆只让他负责翻查垃圾。
与此同时，位于摄政公园的英国安全局的高层领导一心想维持部门预算，并提升英国安全局在社会中的地位。副局长戴安娜·塔弗纳（Diana Taverner）对斯劳部门的特工们不屑一顾，并乐于操控他们，以重返情报工作的机会为诱饵。
在系列故事中，斯劳部门的特工们在冷战遗留问题中穿梭，与威胁国家安全的人斗智斗勇，同时也要应对英国安全局内部的高层权力斗争。

## 上映时间
| 季數 | 名字       | 集数 | 集数 | 上線日期       | 上線日期       |
| 季數 | 名字       | 集数 | 集数 | 首映           | 季终           |
| ---- | ---------- | ---- | ---- | -------------- | -------------- |
| 1    | 慢马       | 6    | 6    | 2022年4月1日   | 2022年4月29日  |
| 2    | 死狮       | 6    | 6    | 2022年12月2日  | 2022年12月30日 |
| 3    | 真正的老虎 | 6    | 6    | 2023年11月29日 | 2023年12月27日 |
| 4    | 幽灵街     | 6    | 6    | 2024年9月4日   | 2024年10月9日  |